# Глушенков, Виктор Владимирович
Виктор Владимирович Глушенков (4 сентября 1960, Москва, СССР — 24 декабря 2005) — советский и российский хоккеист, защитник, мастер спорта СССР международного класса.

## Биография
Виктор Глушенков — воспитанник СДЮШОР команды «Динамо» (Москва). В сезоне 1977—1978 года он стал серебряным призёром чемпионата мира среди юниоров (до 18 лет), а в 1979 и 1980 годах — чемпионом мира в составе молодёжной сборной СССР (до 20 лет).
В 1978—1996 годах (с перерывами) Виктор Глушенков выступал за команду «Динамо» (Москва), забросив 12 шайб в 281 матче чемпионатов СССР и МХЛ. За это время в составе своей команды он один раз (в 1990 году) стал чемпионом СССР, в 1996 году завоевал Кубок МХЛ, два раза становился серебряным призёром и один раз — бронзовым призёром чемпионата СССР, один раз был серебряным призёром чемпионата МХЛ. Во время выступлений за московское «Динамо» в разные годы играл в паре с защитниками Владимиром Орловым, Олегом Микульчиком, Александром Юдиным, Александром Карповцевым и Дмитрием Сухановым.
За всё время выступлений в чемпионате СССР, чемпионате России и кубке МХЛ Глушенков провёл 332 матча и забросил 12 шайб в ворота соперников.
Скончался 24 декабря 2005 года. Похоронен на Долгопрудненском (Центральном) кладбище в Долгопрудном (участок № 20).

## Достижения
- Чемпион СССР по хоккею — 1990[2].
- Обладатель Кубка МХЛ — 1996[2].
- Серебряный призёр чемпионата СССР — 1985, 1986[1].
- Серебряный призёр чемпионата МХЛ — 1996[1].
- Бронзовый призёр чемпионата СССР — 1983[1].
- Обладатель Кубка Шпенглера — 1983[1].